# Campionati del mondo di atletica leggera 2011 - Salto triplo femminile

## Risultati

### Qualificazioni
Si va in finale con 14,45 m (Q) o rientrando tra le migliori 12.
| Pos | Gruppo | Nome                    | Nazione       | #1    | #2    | #3    | misura | Note  |
| --- | ------ | ----------------------- | ------------- | ----- | ----- | ----- | ------ | ----- |
| 1   | B      | Yargelis Savigne        | Cuba          | 14.32 | 14.40 | 14.62 | 14.62  | Q     |
| 2   | A      | Mabel Gay               | Cuba          | 14.21 | 14.53 |       | 14.53  | Q     |
| 3   | A      | Caterine Ibargüen       | Colombia      | 14.52 |       |       | 14.52  | Q     |
| 4   | A      | Olha Saladukha          | Ucraina       | 14.40 | 14.36 | 14.35 | 14.40  | q     |
| 5   | B      | Yamilé Aldama           | Regno Unito   | 14.35 | 14.20 | x     | 14.35  | q, SB |
| 6   | B      | Olga Rypakova           | Kazakistan    | x     | 14.33 | x     | 14.33  | q     |
| 7   | A      | Anna Kuropatkina        | Russia        | 14.05 | x     | 14.31 | 14.31  | q     |
| 8   | B      | Baya Rahouli            | Algeria       | 14.30 | 13.95 | x     | 14.30  | q     |
| 9   | B      | Dana Velďáková          | Slovacchia    | x     | 14.28 | x     | 14.28  | q     |
| 10  | A      | Natalia Iastrebova      | Ucraina       | 13.94 | 14.07 | 14.21 | 14.21  | q     |
| 11  | B      | Biljana Topić           | Serbia        | 14.03 | 13.93 | 14.21 | 14.21  | q, SB |
| 12  | A      | Keila Costa             | Brasile       | 13.50 | 14.02 | 14.15 | 14.15  | q     |
| 13  | A      | Yarianna Martínez       | Cuba          | 14.07 | 13.92 | x     | 14.07  |       |
| 14  | B      | Kimberly Williams       | Giamaica      | 13.10 | 14.06 | 14.03 | 14.06  |       |
| 15  | A      | Simona La Mantia        | Italia        | 14.06 | x     | x     | 14.06  |       |
| 16  | B      | Paraskevi Papahristou   | Grecia        | 13.71 | 14.05 | x     | 14.05  |       |
| 17  | A      | Irina Litvinenko Ektova | Kazakistan    | 13.66 | 13.57 | 14.01 | 14.01  |       |
| 18  | B      | Anastasiya Juravleva    | Uzbekistan    | 14.00 | 13.82 | 13.79 | 14.00  |       |
| 19  | A      | Mayookha Johny          | India         | 13.64 | 13.99 | 13.79 | 13.99  |       |
| 20  | A      | Níki Panéta             | Grecia        | 12.87 | 13.75 | 13.97 | 13.97  |       |
| 21  | A      | Marija Šestak           | Slovenia      | x     | 13.87 | x     | 13.87  |       |
| 22  | A      | Valeriya Kanatova       | Uzbekistan    | 13.86 | 13.72 | 13.75 | 13.86  |       |
| 23  | B      | Dailenys Alcántara      | Cuba          | 13.66 | 13.78 | x     | 13.78  |       |
| 24  | B      | Aleksandra Kotlyarova   | Uzbekistan    | 13.49 | 13.78 | x     | 13.78  |       |
| 25  | B      | Xie Limei               | Cina          | 13.55 | 13.74 | 13.75 | 13.75  |       |
| 26  | B      | Andriyana Bânova        | Bulgaria      | 13.34 | 13.63 | 13.66 | 13.66  |       |
| 27  | A      | Patrícia Mamona         | Portogallo    | 13.48 | 13.27 | 13.59 | 13.59  |       |
| 28  | B      | Anna Jagaciak           | Polonia       | 13.57 | 13.57 | x     | 13.57  |       |
| 29  | A      | Li Yanmei               | Cina          | x     | x     | 13.52 | 13.52  |       |
| 30  | A      | Jung Hye-Kyung          | Corea del Sud | x     | 11.35 | 13.50 | 13.50  |       |
| 31  | A      | Amanda Smock            | Stati Uniti   | x     | 13.48 | 13.37 | 13.48  |       |
| 32  | B      | Ruslana Tsykhotska      | Ucraina       | x     | x     | 13.28 | 13.28  |       |
| 33  | B      | Sarah Nambawa           | Uganda        | 11.65 | 13.22 | 13.19 | 13.22  |       |
| 34  | B      | Patricia Sarrapio       | Spagna        | x     | 13.11 | 13.12 | 13.12  |       |

### Finale
| Pos | Nome               | Nazione     | #1    | #2    | #3    | #4    | #5    | #6    | Misura | Note |
| --- | ------------------ | ----------- | ----- | ----- | ----- | ----- | ----- | ----- | ------ | ---- |
| 1   | Olha Saladukha     | Ucraina     | 14.94 | 13.64 | 14.68 | 14.65 | 14.22 | 14.48 | 14.94  |      |
| 2   | Olga Rypakova      | Kazakistan  | x     | 14.72 | x     | x     | 14.89 | 14.54 | 14.89  |      |
| 3   | Caterine Ibargüen  | Colombia    | 14.64 | 14.67 | 13.76 | 14.81 | 14.84 | 14.80 | 14.84  |      |
| 4   | Mabel Gay          | Cuba        | 14.45 | 14.31 | x     | 14.53 | 14.67 | 14.18 | 14.67  | PB   |
| 5   | Yamilé Aldama      | Regno Unito | 14.50 | x     | x     | x     | x     | 14.33 | 14.50  | SB   |
| 6   | Yargelis Savigne   | Cuba        | 14.43 | x     | x     | –     | –     | –     | 14.43  |      |
| 7   | Anna Kuropatkina   | Russia      | 13.89 | 14.23 | x     | 14.09 | x     | 14.06 | 14.23  |      |
| 8   | Baya Rahouli       | Algeria     | 13.95 | 13.79 | 14.12 | x     | 14.03 | 13.97 | 14.12  |      |
| 9   | Natalia Iastrebova | Ucraina     | 13.34 | 13.89 | 14.12 |       |       |       | 14.12  |      |
| 10  | Biljana Topić      | Serbia      | 14.03 | 13.84 | x     |       |       |       | 14.03  |      |
| 11  | Dana Velďáková     | Slovacchia  | 13.96 | x     | x     |       |       |       | 13.96  |      |
| 12  | Keila Costa        | Brasile     | 13.71 | x     | 13.72 |       |       |       | 13.72  |      |